# Fernando Álvarez de Toledo
Fernando Álvarez de Toledo, 3. vojvoda Alba, španski vojskovodja in državnik, * 29. oktober 1507,  Piedrahita (Stara Kastilija, Španija), † 11. december 1582, Lizbona.
Vojvoda Alba je veljal za najbolj strokovnega vojskovodjo svojega časa; odlikoval se je s svojo samozavestjo in odločnostjo. Za cesarja Karla V. in španskega kralja Filipa II. je vodil vrsto najbolj odgovornih vojaških operacij in diplomatskih misij. Na mestu kraljevega namestnika na Nizozemskem pa je bila njegova premočrtnost pogubna; v veliki meri je prispevala k uporu prebivalstva. V protestantskih deželah je postalo njegovo ime sinonim za krutost. 

## V službi cesarja Karla V.
Rojen je bil v bogati družini, ki je dolgo služila kastilskim kraljem.
Leta 1524 se je priključil španski vojski cesarja Karla V. v boju proti Francozom pri Fuenterrabia in se tako izkazal, da je bil po zavzetju mesta imenovan za guvernerja mesta.
Odtlej je ves čas služil Habsburžanom. Razvil se je v najbolj profesionalnega poveljnika svoje dobe. Od svojih vojakov je zahteval trdo urjenje in strogo disciplino ter izdelal taktiko uporabe strelnega orožja. Bil je strokovnjak logistike, njegova največja odlika pa je bila izredna samozavest, ki mu je omogočala, da je bil trden v svojih odločitvah.
Leta 1535 je poveljeval delu vojske cesarja Karla V. v uspešnem pohodu na Tunis.
V letih 1546-47 je vodil cesarsko vojsko proti nemškim knezom šmalkaldenske zveze. Po zmagi pri  Mühlbergu (april 1547) je Karel V. dosegel vrh svoje moči.
Leta 1552 je Karel V. postavil vojvodo Albo za glavnega poveljnika cesarske vojske v Italiji.
Karel V., odlični opazovalec značajev, je v tajni oporoki vojvodo Albo priporočil svojemu sinu Filipu II. kot zanesljivega svetovalca v vojaških in državnih zadevah, sicer pa ne preveč zaupanja vrednega, ker je neizmerno ambiciozen, želi vse obvladovati in pri doseganju svojega cilja ne izbira sredstev. Tako Filip II. vojvodi Albi nikdar ni v celoti zaupal.

## V službi kralja Filipa II.
Filip II. je leta 1556 vojvodo Albo imenoval za kraljevega namestnika v Neaplju. Ko je vojvoda Alba v zadnji fazi francosko-španskih vojn v Italiji leta 1557 prišel pred vrata Rima, ga je Filip II. zaustavil in zahteval da se pogaja. Vojvoda Alba je v mirovnih pogovorih dosegel, da je papež Pavel IV. sprejel španske pogoje.
Leta 1559 je Filip II. poslal vojvodo Albo na čelu bleščeče delegacije v Pariz, da v njegovem imenu zaprosi za roko hčerke francoskega kralja Henrika II., Elizabete (ki je bila prvotno namenjena Filipovemu sinu Carlosu). Poleg izpolnitve poslanstva je bilo srečanje uvod v mirovna pogajanja v Cateau-Cambrésis, ki je končal francosko-špansko vojno.
Po miru v Cateau-Cambrésis (april 1559) je postal Alba eden od dveh glavnih ministrov Filipa II; drugi je bil Ruyu Gómez de Silva. Drugače kot slednji je vojvoda Alba v državnem svetu vedno zagovarjal odločno zunanjo politiko.
Vojvoda Alba je leta 1565 spremljal Filipovo soprogo, kraljico Elizabeto na srečanje z njeno materjo Katarino Medičejsko, ki je ob svojem sinu, francoskem kralju Karlu IX. (takrat je postal polnoleten) z dvorom potovala po Franciji, kot je bilo to v navadi. Na srečanju ob francosko-španski meji v Bayonnu vojvoda Katarine (ki je na francoskem dvoru še vedno imela glavno besedo) ni mogel prepričati, da bi s špansko pomočjo odločneje nastopila proti hugenotom. Kasnejše obtožbe protestantov, da sta tedaj načrtovala šentjernejsko noč nimajo nobene realne osnove.
Že leta 1563 je vojvoda Alba svetoval kralju, da bi bilo treba posekati glave vodilnim plemičem nizozemske opozicije, če že ni mogoče takoj, pa ob prvi ugodni priložnosti. Leta 1566 so na Nizozemskem izbruhnili množični nemiri in Filip je tja poslal vojvodo na čelu velike vojske z naročilom, da kaznuje upornike, iztrebi krivoverstvo in ponovno uveljavi omajano kraljevo avtoriteto. Vojvoda Alba je dal  zapreti nekaj vodij opozicije, med katerimi večina niti ni bila nasprotna španskemu kralju, in ustanovil vojaško sodišče (krvavi svet), ki je mimo zakonov obsodilo uporništva 12.000 oseb, med njimi več kot 1000 na smrtno kazen; kakih 60.000 ljudi je tedaj pobegnilo v tujino. Kot kraljevi namestnik na Nizozemskem je za pokrivanje vojaških izdatkov svoje vojske samovoljno vpeljal 10 odstoten davek na prodano blago, kar pa je potrpljenje Nizozemcev pripeljalo čez rob.
V letu 1572 so nizozemski emigranti iz Anglije, ob pomoči domačega prebivalstva, zavzeli večino Holandije in Zelandije, Viljem I. Oranski in njegov brat Ludvik Nassavski sta z vojskama najemnikov vdrla na Nizozemsko iz Nemčije in Francije. Vojvoda Alba ju je premagal in ponovno zavzel del Holandije, kjer so njegovi vojaki zagrešili mnoge krutosti, ki so se usidrale v zgodovinski spomin prebivalstva. V pomanjkanju denarja in brez podpore mornarice pa ni mogel zavzeti ostale Holandije in Zelandije. Njegove napake in intrige Gómezove stranke na španskem dvoru so prepričale kralja, da je leta 1573 vojvodo Albo odpoklical.
Leta 1579 je vojvoda prišel v hišni pripor, potem ko se je njegov sin poročil proti željam kralja.
Leta 1580 je kardinal Granvelle prepričal Filipa II., da je postavil vojvodo Albo za vodjo invazije na Portugalsko. V nekaj tednih je v enem svojih najbolj briljantnih pohodov zavzel Lizbono. A nikdar več si ni povrnil Filipove naklonjenosti.
Zunaj Španije vojvodi Albi nikdar niso oprostili kršenja zakonitosti in zločinov, ki so jih zagrešili njegovi vojaki na Nizozemskem in Portugalskem. V španski zgodovini pa je pomemben kot predstavnik starega plemstva, neodvisen in ponosen na svoje privilegije in voljan boriti se v prvi vrsti za ohranitev absolutne monarhije.